# Kisdobsza
Kisdobsza község Baranya vérmegyében, a Szigetvári járásban.

## Fekvése
A vármegye nyugati szélén helyezkedik el, a térség két legközelebbi városától, Szigetvártól és Barcstól csaknem azonos távolságra (előbbihez kissé közelebb).
A szomszédos települések: kelet felől Nagydobsza, dél felől Zádor, nyugat felől Istvándi, északnyugat felől pedig Kálmáncsa; utóbbi kettő már Somogy vármegyében fekszik.

### Megközelítése
A községen áthalad a 6-os főút, így azon könnyen megközelíthető az ország távolabbi részei felől is. Autóbusszal Szigetvárról, illetve a Pécs-Zalaegerszeg távolsági járatokkal érhető el. A hazai vasútvonalak közül a Murakeresztúr–Szentlőrinc-vasútvonal érinti, Kisdobsza megállóhely a falutól mintegy 2 kilométerre délre található.

## Története
Első említése 1277-ben, királynéi birtok. A kora középkorban egy Dobsza állt. A tatárjárást követően két helyen alapított falut a lakosság, ezek elkülönülése a hódoltság idején erősödött fel, amikor a reformátusok a mai Kisdobszára húzódtak, míg a katolikusok inkább Nagydobszára. A török hódoltság idején folyamatosan lakott hely volt. A 17. században a magyar lakosság mellett délszlávok (horvátok) is megjelentek. A felszabadító háborúk idején lakóinak nagy része elmenekült, vagy elpusztult.
Az 1950-es megyerendezéssel a korábban Somogy megyéhez tartozó települést a Szigetvári járás részeként Baranyához csatolták.
1978. december 31-én egyesítették Nagydobszával Dobsza néven, majd 1992. január 1-jén ismét önálló lett.

## Közélete

### Polgármesterei
- 1992–1994:
- 1994–1998: Ifj. Horváth István (független)[3]
- 1998–2002: Ifj. Horváth István (független)[4]
- 2002–2006: Ifj. Kovács Sándor (független)[5]
- 2006–2010: Fekecsné Horváth Anna Katalin (független)[6]
- 2010–2014: Kovács Sándor (Fidesz-KDNP)[7]
- 2014–2019: Kovács Sándor (független)[8]
- 2019–2024: Kovács Sándor (Fidesz-KDNP)[9]
- 2024– : Kópis Zoltánné (független)[1]

## Népesség
A település népességének változása:
| Lakosok száma | 237  | 250  | 241  | 241  | 239  | 253  | 243  | 240  |
|               | 2013 | 2014 | 2015 | 2019 | 2021 | 2022 | 2023 | 2024 |

A 2011-es népszámlálás során a lakosok 97,5%-a magyarnak, 2% cigánynak, 1,6% horvátnak, 0,4% németnek mondta magát (2,5% nem nyilatkozott; a kettős identitások miatt a végösszeg nagyobb lehet 100%-nál). A vallási megoszlás a következő volt: római katolikus 27%, református 32%, felekezeten kívüli 28,7% (9% nem nyilatkozott).
2022-ben a lakosság 87,7%-a vallotta magát magyarnak, 2,4% cigánynak, 0,8% németnek, 0,8% horvátnak, 1,6% egyéb, nem hazai nemzetiségűnek (10,3% nem nyilatkozott; a kettős identitások miatt a végösszeg nagyobb lehet 100%-nál). Vallásuk szerint 18,6% volt római katolikus, 18,2% református, 0,4% evangélikus, 2,4% egyéb keresztény, 22,1% felekezeten kívüli (38,3% nem válaszolt).

## Nevezetességei
- Református templom;
- Két talpasház: Gencsi ház és a Szakos ház;
- Világháborús emlékmű;
- Millenniumi kopjafa;
- Petőfi-szobor;

## Híres emberek
- Itt született 1870. május 11-én Mouillard Győző altábornagy.